# Aghori

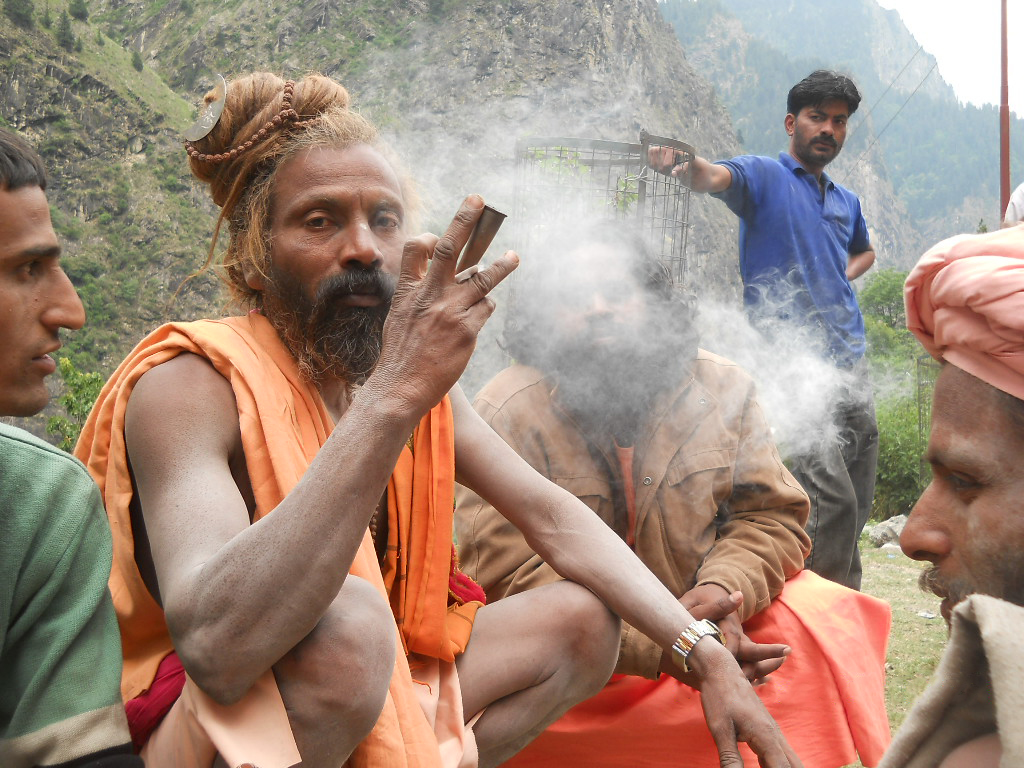
Một người đàn ông Aghori

Những người Aghori (tiếng Phạn: अघोर Aghōra) là những nhà tu hành khổ hạnh theo đạo Shaiva với tổng số khoảng 70 người. Đây là một nhóm người sống ở bên bờ sông Hằng thuộc miền bắc Ấn Độ. Họ có thói quen ăn thịt người chết, uống rượu đựng trong đầu lâu với việc tham gia vào nghi lễ khám nghiệm tử thi. Họ dùng đầu lâu và xương người được lấy từ nơi hỏa táng để làm các nghi lễ tâm linh. Họ tin rằng sức mạnh thực sự chỉ có ở người đã chết. Tất cả họ đều là những người đàn ông độc thân và thường nghĩ mình là tầng lớp thấp hèn nhất trong xã hội, do đó họ luôn ăn mặc rách rưới và để tóc rối bù. Những tập tục lập dị này khiến cho người Aghori bị người dân địa phương xa lánh. Mặc dù có những tập tục kỳ quái nhưng những người Aghori đã làm nhiều điều tốt và xây dựng một khu chăm sóc, cứu chữa cho người bị bệnh phong. Cho đến nay, họ đã chữa khỏi cho 99.045 bệnh nhân bị bệnh phong nặng và 147.503 bị bệnh phong.